# Автовело
Автовело, также Awtowelo, сокр. AWO — восточногерманско-советское акционерное общество, занимавшееся выпуском легковых автомобилей и мотоциклов на базе мощностей национализированных после 1945 года фирм.

## История
Основой АО стали айзенахский филиал фирмы BMW и оружейный завод Simson в городе Зуль.

В него также вошли велосипедный завод «Elite Diamantwerke Siegmar-Schönau» в Бранд-Эрбисдорф (близ Хемница), фабрика измерительных приборов «Keilpart & Co» (Зуль), филиал компании Rheinmetall в (Зёммерда), завод шарикоподшипников «Böhlitz-Ehrenberg» (Лейпциг), часовой завод Ruhla в одноимённом городе, а также мотозавод Fichtel & Sachs (Райхенбах-им-Фогтланд).
С 5 марта 1947 это объединение получило наименование «Государственное акционерное общество Автовело, бывш. Simson и Ко., Зуль (Тюрингия)» (нем. Staatliche Aktiengesellschaft Awtowelo Werk vorm. Simson & Co, Suhl (Thür.)). В состав Общества вошёл хемницкий исследовательский центр автомобильной промышленности вместе с сотрудниками бывшего НИИ фирмы Auto Union.
Через три года после основания ГДР, в 1952 году Автовело было реорганизовано в VEB Automobilenwerk Eisenach, а институт в Хемнице стал исследовательским центром фирмы IFA. Завод Simson, (в ГДР VEB Fahrzeug und Gerätewerk Simson, Suhl) до банкротства в 2003 году производил мопеды.
Продукция акционерного общества активно поставлялась на экспорт, в том числе и в СССР по репарациям, взимаемым c Германии.

## Производство мотоциклов
После войны фирма Simson была перепрофилирована на выпуск мотоциклов. Основная выпускавшаяся ей модель — AWO-425, позже она занялась производством мопедов с двухтактным двигателем

## Производство автомобилей
См. Айзенахский автомобильный завод (AWO/EMW 340).